# Djura
Djura (även Ljura) är en tätort  i Leksands kommun, nära Gagnef. Djura ligger väster om Österdalälven. På Djuramål kallas byn Jirbin, Djurabyn, för att skilja byn från församlingen.

## Historia
Djura hör till Leksandstraktens äldsta byar. I byn finns en gravhög (RAÄ 268:1 Leksand), en av traktens få. 
Bland fynd från innan byns tillkomst kan nämnas fynd av en stenklubba och en trindyxa i byns åkermark. Bynamnet, med ursprunglig stavning Ljura- kommer från det fornsvenska ordet "Den ljusa". Det finns teorier om att Dalälvens tidigare namn var Ljuren, och att flera av Ljur-namnen efter älvens lopp (Djurås, Djurmo med flera) kan kopplas till densamma, men frågan är omtvistad.
Byn är inte heller känd i några medeltida dokument. 1381, omtalas ett 'Lioor', 1386 nämns 'liwrbigge fierdingh', och 1440 en 'peder i liwr' - men det är med all sannolikhet Djurbygden i Gagnef som omtalas.
1539 upptas 4 gårdar i Djura. Dessutom fanns en boden i 'Hardzarff' (Håssarvet), en försvunnen by som skall ha legat vid Djuråns utlopp nedanför Grådaforsen. I Älvsborgs lösen 1571 upptas 10 skattskyldiga bönder i Djura. Vägen till kyrkan i Leksand var lång, och många Djurabor bevistade ofta hellre gudstjänsten i Gagnef eller Ål. Leksands kyrka var annars på väg att nå sin kapacitetsgräns, och 1648 uppfördes Djura kapell.
Mantalslängden 1668 redovisar 19 hushåll, medan Holstensons karta endast redovisar 8 gårdsmarkeringar i byn och 5 i 'Väster diur'. Under 1700-talet tillkommer bydelen Heden. Djura hade en kraftig befolkningsökning under 1800-talet. 1830 fanns 45 hushåll i byn, 1856 56 hushåll och 1896 80 hushåll. Byn fick också viss infrastruktur: 1863 tillkom en handelsbod, 1870 en prästgård, 1872 postkontor och 1878 ett missionshus.
Även industrimässigt tillkom en rad anläggningar. 1854-1858 fick byn en tullkvarn som ersatte en tidigare skvaltkvarn. Det uppfördes även 1880 en smedja. Vid mitten av 1800-talet hade byn även ett tegelbruk, kallat "Guckubruket", utöver tegel tillverkades även lergökar. En spiksmedja och vadmalsstamp fanns också i byn. 1894 uppfördes även ett limkokeri, i drift fram till 1914, då det ersattes av en såg, som nedlades på 1950-talet.

### Befolkningsutveckling
| Befolkningsutvecklingen i Djura 1960–2020 | Befolkningsutvecklingen i Djura 1960–2020 | Befolkningsutvecklingen i Djura 1960–2020 | Befolkningsutvecklingen i Djura 1960–2020 | Befolkningsutvecklingen i Djura 1960–2020 |
| ----------------------------------------- | ----------------------------------------- | ----------------------------------------- | ----------------------------------------- | ----------------------------------------- |
|                                           |                                           |                                           |                                           |                                           |
| År                                        |                                           |                                           | Folkmängd                                 | Areal (ha)                                |
| 1960                                      | 1960                                      |                                           | 416                                       |                                           |
| 1965                                      | 1965                                      |                                           | 347                                       |                                           |
| 1970                                      | 1970                                      |                                           | 413                                       |                                           |
| 1975                                      | 1975                                      |                                           | 383                                       |                                           |
| 1980                                      | 1980                                      |                                           | 385                                       |                                           |
| 1990                                      | 1990                                      |                                           | 407                                       | 80                                        |
| 1995                                      | 1995                                      |                                           | 351                                       | 83                                        |
| 2000                                      | 2000                                      |                                           | 346                                       | 83                                        |
| 2005                                      | 2005                                      |                                           | 396                                       | 83                                        |
| 2010                                      | 2010                                      |                                           | 364                                       | 83                                        |
| 2015                                      | 2015                                      |                                           | 387                                       | 125                                       |
| 2020                                      | 2020                                      |                                           | 384                                       | 125                                       |
|                                           |                                           |                                           |                                           |                                           |

## Samhället
Mitt i samhället ligger Djura kyrka.

## Kända personer från Djura
- Carin Ersdotter, i 1800-talets Stockholm känd som "Den vackra dalkullan".
- Lassi Karonen, roddare från Djura som tog EM-silver 2010